# Albert Anton Willi

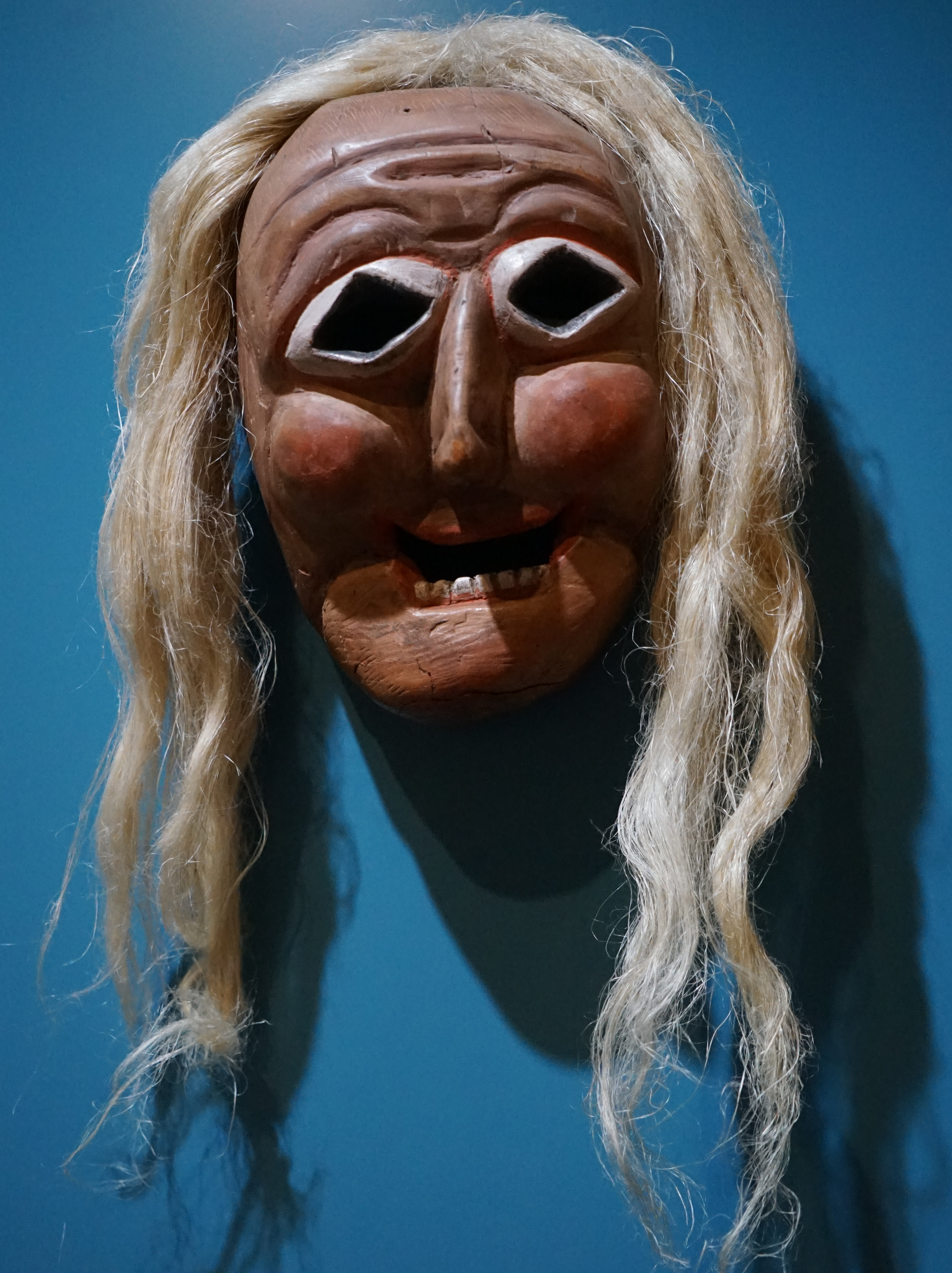
Maske im Rätischen Museum in Chur, 1920er Jahre

Albert Anton Willi (auch Naté genannt; * 11. Juli 1872 in Domat/Ems; † 17. Oktober 1954) war ein Schweizer Maskenschnitzer. Sein Lebenswerk besteht aus etwa 400 Masken, die auch von namhaften Museen bewahrt werden.

## Leben
Albert Anton Willi war das vierte Kind aus dritter Ehe einer Bauernfamilie. Bis zu seiner Heirat 1902 half er den Eltern auf dem Bauernhof und erlernte keinen Beruf. Im Sommer arbeitete Willi als Wegmacher und in den Wintermonaten als Waldarbeiter für die Emser Maiensässe. Daneben betrieb er eine kleine Landwirtschaft.

## Künstlerisches Schaffen
Willi kam als Jugendlicher zum Schnitzen. Er erschreckte gerne Kinder und verarbeitete beim Schnitzen seine eigenen Ängste. Seine erste Holzmaske schuf er vermutlich 1905. Willis rege Tätigkeit als Schnitzer setzte erst in den 1920er Jahren ein und bis 1928 schnitzte er etwa 30 Masken. Er verwendete Holz, das er als Waldarbeiter bekommen konnte, wie Linde, Ahorn oder Weißtanne. Später verwendete Willi vor allem Erlenholz. Willi hielt mit den Knien den Holzklotz fest und schnitzte mit den einfachsten Werkzeugen auf dem Schoss. Meist bemalte er seine Masken selbst. Sein Lebenswerk umfasst etwa 400 Masken.
Willi entwickelte einen eigenen charakteristischen und «sehr archaisch geprägten» Maskenstil. Er stützte sich nicht auf eine lokale Maskentradition. Ähnlichkeiten zu westafrikanischen Masken könnten von Berichten in Zeitschriften inspiriert sein. Er schnitt vor dem Spiegel Fratzen und entwickelte so Vorlagen für neue Masken. Neben vielen «Schreckmasken» schuf er auch einzelne Karikatur- sowie Tiermasken, beispielsweise von Katzen, Hunden, Schweinen, Ziegen und Affen.
Typisch für Willis Masken sind übergrosse weiss gefasste Augen. An seinem Werk ist die Entwicklung zu einem handwerklich versierten Schnitzer ablesbar. Seine Masken vor 1930 zeigen eine relativ kleine Nase und die Augen befinden sich noch auf gleicher Höhe. In dieser Periode erreichte er eine dünne Wandstärke durch Aushöhlen mit einem Handbohrer. Seine Werke ab 1930 zeigen eine sehr grosse Formenvielfalt mit stark verzerrten asymmetrischen Gesichtern.
Seine Masken stehen nicht in der Fasnachtstradition, aber bis 1952 verlieh Willi Masken für 30 Rappen am Tag, die die Dorfjugend zu Fasnacht trug. Andererseits liessen in den 1930er Jahren Antiquitätenhändler etliche seiner Werke künstlich altern, um sie teuer als historische Masken im Kunsthandel zu verkaufen.
Ausstellungen in Domat/Ems würdigten Willis Schaffen 1972, 1997 und 2022. Die Ausstellung «Maskiert. Magie der Masken» im Forum Schweizer Geschichte Schwyz zeigte 2014 seine Masken mit mehr als hundert anderen Masken.

## Masken in öffentlichen Sammlungen
Eine erste Maske Willis kam 1922 ins Rätische Museum in Chur. Baron Eduard von der Heydt erwarb über 30 Willi-Masken für die eigene Maskensammlung, die an das Museum Rietberg in Zürich kam. Weitere Exemplare werden in Frankreich, Afrika und Amerika bewahrt.
Liste von Museen mit Masken Willis (Auswahl):
- Museum der Kulturen, Basel
- Museum Europäischer Kulturen, Berlin[6]
- Rätisches Museum, Chur[2][7]
- Internationales Maskenmuseum, Diedorf
- Kulturarchiv Domat/Ems;[8] «Residenza Ensemen» (ab 2026),[9] Gemeinde Domat/Ems
- Fasnachtsmuseums Schloss Langenstein im Hegau
- Museum Rietberg in Zürich[3]

## Belege
1. 1 2 3 4 5 6 7  Alemmanische Larvenfreunde: Willi, Albert Anton «Natè». In: larvenfreunde.de, abgerufen am 31. März 2025.
2. 1 2 3  raetischesmuseum.gr.ch: Fasnachtsmaske, um 1925. Abgerufen am 31. März 2025.
3. 1 2  rietberg.ch: «Carnage»: Intervention in der Sammlung Schweizer Masken im Museum Rietberg. PDF, Medienmitteilung vom 31. August 2017; abgerufen am 31. März 2025.
4. ↑  Ausstellung: 150. Geburtstag von Albert Anton Willi in Domat/Ems. In: larvenfreunde.de, abgerufen am 31. März 2025.
5. ↑  Masken einmal ohne Kostüme. In: schwyzkultur.ch, abgerufen am 31. März 2025.
6. ↑  smb.museum-digital.de: Graubündner Maske. Abgerufen am 31. März 2025.
7. ↑  raetischesmuseum.gr.ch: Fasnachtsmaske von Albert Anton Willi (1872–1954), Domat/Ems, 1920er Jahre. Abgerufen am 31. März 2025.
8. ↑  portacultura.gr.ch: Kulturarchiv Domat/Ems. Abgerufen am 31. März 2025.
9. ↑  rtr.ch: Albert Anton Willi. In museum per las mascras da Natè (Video, Fotos). Räteromanisch, 27. Februar 2025; abgerufen am 31. März 2025.

| Personendaten    | Personendaten             |
| ---------------- | ------------------------- |
| NAME             | Willi, Albert Anton       |
| ALTERNATIVNAMEN  | Naté (Spitzname)          |
| KURZBESCHREIBUNG | Schweizer Maskenschnitzer |
| GEBURTSDATUM     | 11. Juli 1872             |
| GEBURTSORT       | Domat/Ems                 |
| STERBEDATUM      | 17. Oktober 1954          |